# 溫特貝希峰

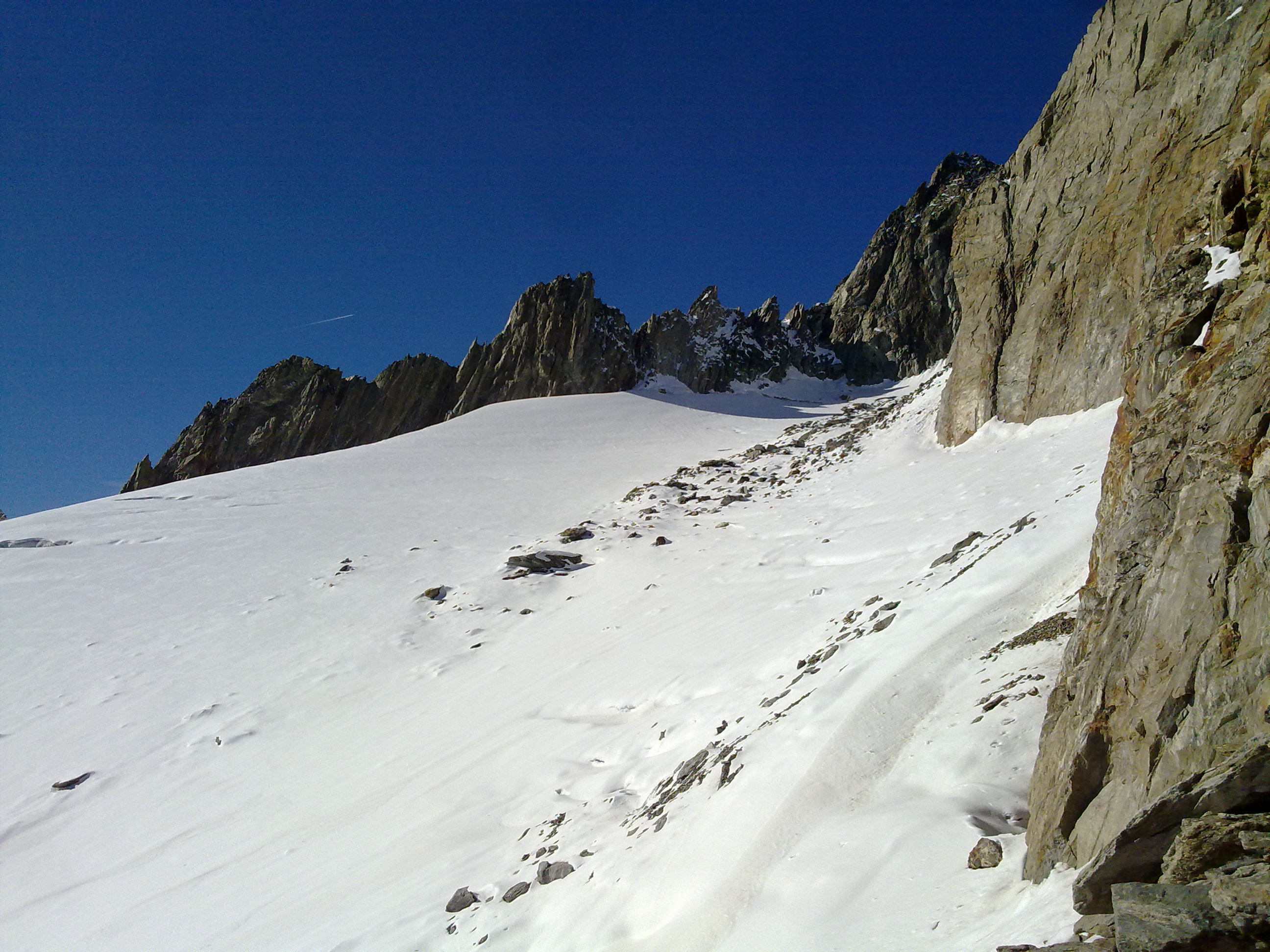

46°24′22″N 7°56′18″E / 46.40611°N 7.93833°E
溫特貝希峰（德語：Unterbächhorn）是瑞士瓦萊州的山峰，位於該國南部，屬於伯尔尼山的一部分，海拔高度3,554米，每年平均降雨量1,585毫米。